# هالسیون (آلبوم)
هالسیون (انگلیسی: Halcyon) دومین آلبوم استودیویی از خواننده و ترانه‌نویس انگلستانی الی گولدینگ است. این آلبوم در ۵ اکتبر ۲۰۱۲ توسط پالیدور رکوردز منتشر شد. این آلبوم بین سال‌های ۲۰۱۱ و ۲۰۱۲، هنگام تبلیغ برای اولین آلبوم او، نورها (۲۰۱۰) ضبط شده‌است. گولدینگ در تهیه آلبوم با هنرمندان مختلفی از جمله جاستین پارکر، تاینی تمپا و کالوین هریس همکاری کرد.